# Łucjanowo
Łucjanowo [pronunciación en polaco: /wut͡sjaˈnɔvɔ/] es un pueblo ubicado en el distrito administrativo de Gmina Wronki, dentro del Distrito de Szamotuły, Voivodato de Gran Polonia, en el oeste de Polonia central. Se encuentra aproximadamente a 9 kilómetros al suroeste de Wronki, a 21 kilómetros al oeste de Szamotuły, y a 51 kilómetros al noroeste de la capital regional Poznań.
El pueblo tiene una población de 50 habitantes.